# Propières
Propières település Franciaországban, Rhône megyében. Lakosainak száma 477 fő (2022. január 1.). Propières Saint-Clément-de-Vers, Belleroche, Saint-Germain-la-Montagne, Les Ardillats, Azolette, Chénelette, Poule-les-Écharmeaux, Saint-Igny-de-Vers és Deux-Grosnes községekkel határos.

## Népesség
A település népességének változása:
| Lakosok száma | 461  | 454  | 488  | 468  | 477  | 487  | 485  | 481  | 477  |
|               | 2013 | 2015 | 2016 | 2017 | 2018 | 2019 | 2020 | 2021 | 2022 |